# Lonchurus elegans
Lonchurus elegans és una espècie de peix de la família dels esciènids i de l'ordre dels perciformes.

## Morfologia
- Els mascles poden assolir 32 cm de longitud total.[6][7]

## Alimentació
Menja organismes bentònics, principalment cucs.

## Hàbitat
És un peix de clima tropical i demersal que viu fins als 25 m de fondària.

## Distribució geogràfica
Es troba a l'oceà Atlàntic occidental: des de Colòmbia fins al Brasil.

## Ús comercial
Es comercialitza fresc i salat.

## Observacions
És inofensiu per als humans.